# Džejla Ramović
Džejla Ramović (* 29. April 2002 in Goražde, Bosnien und Herzegowina) ist eine bosnisch-herzegowinische Sängerin. Bekannt wurde sie als Gewinnerin der ersten Staffel der serbischen Talentshow Neki Novi Klinci. Später im Jahr 2019 gewann sie die dreizehnte Staffel des bekannten Musikwettbewerbs Zvezde Granda. Ihr Genre lässt sich der Popmusik zuordnen, mit Elementen und Ethno-Klängen des ehemaligen Jugoslawiens.

## Leben und Karriere
Džejla Ramović wurde in Goražde, einer Stadt im südlichen Osten von Bosnien, geboren. Sie lebt heute noch mit ihren Schwestern und Eltern in ihrer Geburtsstadt.
Nachdem sie sich erfolgreich für einen Auftritt in der Sendung Neki Novi Klinci in Serbien beworben hatte, erlangte sie bald Anerkennung in den Medien und erfreute sich großer Popularität. Ihr Gesang wurde weithin als melodisch und einfühlsam beschrieben, was dazu führte, dass die Jury der Sendung Džejla zur Gewinnerin der Sendung wählte. 2019 gelang ihr dann der endgültige Durchbruch, als sie die 13. Staffel der populären Castingshow Zvezde Granda, gewann.

## Diskografie

### Singles
- 2017: Ne Mogu Da Te Ne Volim
- 2017: Potraži Me
- 2017: Ruža
- 2018: Jedna kao nijedna
- 2019: Ruine
- 2020: Ginem
- 2022: Moje Si Nebo
- 2022: Sparta
- 2023: Kazamat
- 2023: Rizik (mit Henny)
- 2024: Tajna veza (mit Henny)
- 2024: Pametna i luda
- 2025: Bol

## Links
- Džejla Ramović bei Discogs

| Personendaten    | Personendaten                     |
| ---------------- | --------------------------------- |
| NAME             | Ramović, Džejla                   |
| KURZBESCHREIBUNG | bosnisch-herzegowinische Sängerin |
| GEBURTSDATUM     | 29. April 2002                    |
| GEBURTSORT       | Goražde, Bosnien und Herzegowina  |